# Wasyl Ilnycki
Wasyl Stepanowycz Ilnycki (ukr. Василь Степанович Ільницький; ur. 1823, zm. 1895) – ukraiński dyrektor gimnazjum akademickiego we Lwowie, w latach 1884-1890 prezes Ruskiego Towarzystwa Pedagogicznego (od 1912 roku zwanego jako: Ukraińskie Pedagogiczne Towaristwo), zasłużony dla krzewienia oświaty ukraińskiej na terenie Galicji.
Wydawał opracowania historyczne na temat miast Galicji, w tym Trembowli, w serii "Starodavnyi galickïi gorody". Opublikował także przeróbkę podręcznika do logiki Josepha von Becka oraz podręcznik do psychologii.